# Otlophorus anceps
Otlophorus anceps är en stekelart som först beskrevs av Holmgren 1857.  Otlophorus anceps ingår i släktet Otlophorus och familjen brokparasitsteklar. Arten är reproducerande i Sverige. Inga underarter finns listade i Catalogue of Life.